# Ущербность (фильм, 2015)
«Ущербность» (Prejudice) — бельгийский фильм-драма 2015 года, режиссёр Антуан Кёйперс. Съёмки проходили в одном из районов Люксембурга и в Льеже. Фильм открыл 30-й международный фестиваль фильмов франкоязычных стран в 2015 году.

## Сюжет
Во время семейной трапезы тридцатилетний Седрик, по-прежнему проживающий со своими родителями, узнает, что его сестра ждет ребенка. В то время как все с радостью воспринимают эту новость, Седрик ощущает злость, которая перерастает в ярость, поскольку планируемая им поездка в Австрию может сорваться. Он пытается тогда выставить себя в глазах других жертвой постоянной несправедливости. Между несказанным и паранойей, возмущением и притворством, до каких пределов может дойти семья, чтобы сохранить своё равновесие?

## В ролях
- Натали Бай — мать
- Арно Хинтьенс — Ален, отец
- Томас Бланшар — Седрик
- Ариана Лабед — Кэролайн
- Эрик Каравака — Гаэтан
- Жюльен Баумгартнер — Лоран

## Награды
Магритт (2016): 6 номинаций, Премия немецких критиков (Томас Бланшар, лучший актёр), приз зрительских симпатий на фестивале в Анже.